# Christian Giménez
Christian Eduardo Giménez (Resistencia, Provincia del Chaco, 1 de febrero de 1981) es un exfutbolista y actual director técnico argentino nacionalizado mexicano. Jugaba como mediocampista ofensivo y su primer equipo fue Boca Juniors. Su último club antes de retirarse fue Pachuca de México. Actualmente se encuentra libre tras abandonar el Mazatlán de la Liga MX.

## Trayectoria

### Como jugador

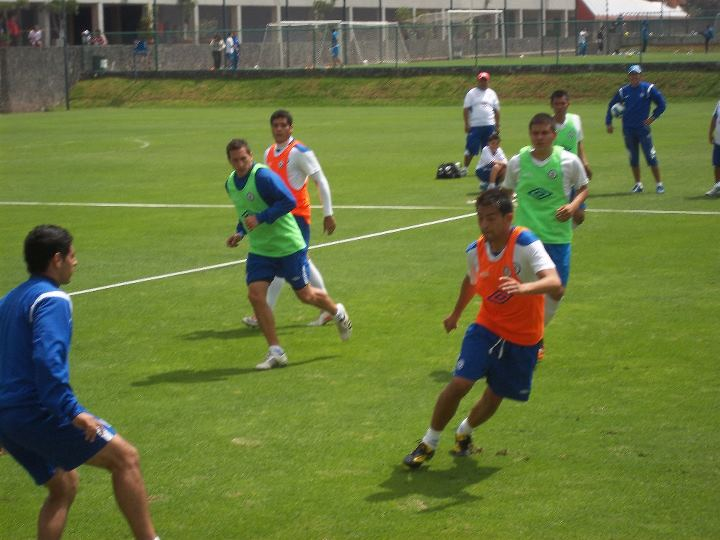
Christian Giménez entrenando en la Noria

Giménez inició su carrera en el Club Atlético Municipales de Resistencia, en cuyas infantiles se formó, pasando luego a Chaco For Ever, siendo este el que lo transfirió a Boca Juniors en 1998, equipo con el que consigue 3 títulos de liga: el Apertura 1998, el Clausura 1999 y el Apertura 2000, además de dos Copas Libertadores en el año 2000 y 2001. En el primer semestre de 2003 pasó a Unión y en el segundo semestre del mismo año a Independiente.
Llegó a México en el segundo semestre de 2004 para los Tiburones Rojos de Veracruz, jugando el Apertura 2004 y Clausura 2005. En ese año es fichado por el América, donde jugaría el Apertura 2005 y el Clausura 2006 donde conseguiría dos títulos: Campeón de Campeones y campeón de Concacaf. En el Apertura 2006 pasa al Pachuca, equipo donde se consolida como jugador en México. Consigue la Copa Sudamericana derrotando al Colo-Colo por marcador de 2 a 1, siendo el Chaco el autor del gol del triunfo. Engrosa su palmarés con el equipo ganando también el Clausura 2007, dos veces la Copa de Campeones de la CONCACAF así como la primera SuperLiga Norteamericana. 
El 19 de diciembre de 2009 fue traspasado a Cruz Azul. En su primera temporada con el Cruz Azul, se mostró por debajo de su nivel, teniendo demasiados altibajos durante la temporada aparte del mal funcionamiento del resto del equipo. Para el torneo apertura 2010 se ha consolidado con La Máquina; por ejemplo, anotó el gol que le dio el triunfo al Cruz Azul sobre el América después de siete años de no poder derrotar a uno de sus rivales más odiados.
El 15 de mayo de 2011 estuvo involucrado en un problema después de perder la semifinal contra Monarcas Morelia, el altercado fue por culpa de un aficionado de la máquina intruso en la cancha donde el pleito inició, los dos equipos fueron involucrados y sancionados, teniendo Chaco 6 partidos de sanción, José de Jesús Corona con 6, Miguel Sabah con 3 partidos, perdiéndose la final.
Es considerado uno de los mejores extranjeros en el fútbol mexicano. 
En mayo de 2012 Cruz Azul renovó su contrato con Christian Giménez por un año y medio más. Los seguidores de la máquina celeste lo consideran como el corazón del equipo, el cual le tienen mucho cariño y quieren al igual que el jugador retirarse en el club Cruz Azul la razón es porque a lo largo de toda su carrera, el conjunto de la máquina es el equipo con el que más se siente identificado. En el mes de julio de 2013 recibió la carta de naturalización que lo hacía legalmente mexicano.
El 23 de abril de 2014, Cruz Azul disputa el partido de vuelta de la final contra el Deportivo Toluca partido disputado en el Estadio Nemesio Díez dicho Partido terminó con un empate a 1 gol. Cruz Azul Termina Coronándose como Campeón por el gol de visitante y se convierte en el club con mayor número de conquistas de la copa. En dicho partido Christian Giménez rompió en lágrimas en una entrevista justo al finalizar la final. El jugador siente que fue merecido el título y dice que se lo debía a la afición y además menciona: "Cuando uno se encariña con una institución como esta es lo máximo darle un título".

### Como entrenador
El 30 de junio de 2020 fue confirmado como entrenador de Cancún FC, equipo que  participa en la Liga de Expansión MX.
En septiembre de 2021 asumió como entrenador de Atenas de San Carlos de la Segunda División de Uruguay, pero dejó su puesto tras 9 partidos. 

## Clubes

### Como jugador
| Club              | País      | Año       |
| ----------------- | --------- | --------- |
| Boca Juniors      | Argentina | 1998-2002 |
| Unión de Santa Fe | Argentina | 2003      |
| Independiente     | Argentina | 2003-2004 |
| Veracruz          | México    | 2004-2005 |
| América           | México    | 2005-2006 |
| Pachuca           | México    | 2006-2009 |
| Cruz Azul         | México    | 2010-2017 |
| Pachuca           | México    | 2018      |

### Como entrenador
- Datos actualizados al último partido dirigido el 30 de noviembre de 2021.

| Club      | País    | Año       | PJ | PG | PE | PP | Rendimiento |
| --------- | ------- | --------- | -- | -- | -- | -- | ----------- |
| Cancún FC | México  | 2020-2021 | 32 | 13 | 6  | 13 | 46.88%      |
| Atenas    | Uruguay | 2021      | 9  | 1  | 4  | 4  | 25.92%      |
| Total     | Total   | Total     | 41 | 14 | 10 | 17 | 42.28%      |

## Selecciones nacionales

### Argentina
Militó con la selección sub-20 de Argentina en el Sudamericano sub-20 de 2001 que se disputó en Ecuador. El Chaco jugó seis partidos en total y marcó un gol el 16 de enero de ese año.
En 2009, Diego Maradona (en ese entonces director técnico de la selección absoluta de Argentina) lo convocó para los partidos ante Colombia y Ecuador por las Eliminatorias Sudáfrica 2010, aunque luego no sumó minutos de manera oficial.

### México
El 10 de agosto de 2013 fue convocado por primera vez a la selección de fútbol de México, con la que debutó el 14 de agosto de 2013 ante la selección de Costa de Marfil, con un resultado a favor de México de 4-1, completando 70 minutos en campo ya que debido a una falta recibida tuvo que abandonar el terreno de juego.

## Vida privada
Es padre del futbolista Santiago Giménez, que es jugador de la selección de México.
En noviembre de 2014 fundó el Centro de Formación Christian «Chaco» Giménez, una academia de fútbol ubicada en Tlalpan. El CEFOR Chaco ha competido en la Liga TDP.
A finales de 2016 presentó su libro autobiográfico titulado Mi historia.

## Estadísticas
- Actualizado al final de su carrera como jugador

### Clubes
| Boca Juniors Argentina |                     |                     |     |     |    |    |    |     |     |     |
| 1.ª | 1998/99             | 10                  | 1   | -   | -  | 8  | 1  | 18  | 1   |     |
| 1.ª | 1999/00             | 8                   | 2   | -   | -  | 5  | 0  | 13  | 2   |     |
| 1.ª | 2000/01             | 7                   | 1   | -   | -  | 6  | 0  | 13  | 1   |     |
| 1.ª | 2001/02             | 22                  | 3   | -   | -  | 10 | 2  | 32  | 5   |     |
| 1.ª | 2002/03             | 9                   | 0   | -   | -  | 2  | 0  | 11  | 0   |     |
| Total | Total               | 56                  | 7   | -   | -  | 31 | 3  | 87  | 10  |     |
| Unión Argentina |                     |                     |     |     |    |    |    |     |     |     |
| 1.ª | 2002/03             | 16                  | 3   | -   | -  | -  | -  | 16  | 3   |     |
| Total | Total               | 16                  | 3   | -   | -  | -  | -  | 16  | 3   |     |
| Independiente Argentina |                     |                     |     |     |    |    |    |     |     |     |
| 1.ª | 2003/04             | 33                  | 7   | -   | -  | -  | -  | 33  | 7   |     |
| Total | Total               | 33                  | 7   | -   | -  | -  | -  | 33  | 7   |     |
| Veracruz · México |                     |                     |     |     |    |    |    |     |     |     |
| 1.ª | 2004/05             | 34                  | 4   | -   | -  | -  | -  | 34  | 4   |     |
| Total | Total               | 34                  | 4   | -   | -  | -  | -  | 34  | 4   |     |
| América · México |                     |                     |     |     |    |    |    |     |     |     |
| 1.ª | 2005/06             | 34                  | 5   | -   | -  | -  | -  | 34  | 5   |     |
| Total | Total               | 34                  | 5   | -   | -  | -  | -  | 34  | 5   |     |
| Pachuca · México |                     |                     |     |     |    |    |    |     |     |     |
| 1.ª | 2006/07             | 40                  | 12  | -   | -  | 13 | 8  | 53  | 20  |     |
| 1.ª | 2007/08             | 33                  | 9   | -   | -  | 14 | 4  | 47  | 13  |     |
| 1.ª | 2008/09             | 36                  | 21  | -   | -  | 7  | 2  | 43  | 23  |     |
| 1.ª | 2009                | 15                  | 3   | 1   | 1  | 6  | 2  | 22  | 6   |     |
| 1.ª | 2018-C              | 5                   | 0   | -   | -  | -  | -  | 5   | 0   |     |
| 1.ª | 2018-A              | 5                   | 0   | 6   | 2  | -  | -  | 11  | 2   |     |
| Total | Total               | 134                 | 45  | 7   | 3  | 40 | 16 | 176 | 64  |     |
| Cruz Azul · México |                     |                     |     |     |    |    |    |     |     |     |
| 1.ª | 2010                | 16                  | 2   | -   | -  | -  | -  | 16  | 2   |     |
| 1.ª | 2010/11             | 40                  | 17  | -   | -  | 10 | 4  | 50  | 21  |     |
| 1.ª | 2011/12             | 30                  | 6   | -   | -  | 8  | 1  | 38  | 7   |     |
| 1.ª | 2012/13             | 34                  | 11  | 2   | 1  | -  | -  | 36  | 12  |     |
| 1.ª | 2013/14             | 31                  | 6   | -   | -  | 6  | 1  | 37  | 7   |     |
| 1.ª | 2014/15             | 32                  | 5   | -   | -  | 4  | 1  | 36  | 6   |     |
| 1.ª | 2015/16             | 26                  | 9   | 5   | 2  | -  | -  | 31  | 11  |     |
| 1.ª | 2016/17             | 15                  | 5   | 4   | 1  | -  | -  | 19  | 6   |     |
| 1.ª | 2017                | 12                  | 1   | -   | -  | -  | -  | 12  | 1   |     |
| Total | Total               | 236                 | 62  | 11  | 4  | 28 | 7  | 275 | 73  |     |
| Total en su carrera | Total en su carrera | Total en su carrera | 543 | 133 | 18 | 7  | 99 | 26  | 660 | 166 |
| (1) Incluye Copa MX e InterLiga. (2) Incluye Copa Mercosur, Copa Libertadores, Copa Intercontinental, Copa Sudamericana, Liga de Campeones Concacaf, Recopa Sudamericana, SuperLiga Norteamericana y Copa Mundial de Clubes. |                     |                     |     |     |    |    |    |     |     |     |

### Selecciones
| Selección                                        | Año                 | Amistosos | Amistosos | América(1) | América(1) | Mundial | Mundial | Total | Total |
| Selección                                        | Año                 | PJ        | G         | PJ         | G          | PJ      | G       | PJ    | G     |
| ------------------------------------------------ | ------------------- | --------- | --------- | ---------- | ---------- | ------- | ------- | ----- | ----- |
| Sub-20 Argentina                                 |                     |           |           |            |            |         |         |       |       |
| 2001                                             | -                   | -         | 6         | 1          | -          | -       | 6       | 1     |       |
| Total                                            | -                   | -         | 6         | 1          | -          | -       | 6       | 1     |       |
| Absoluta · México                                |                     |           |           |            |            |         |         |       |       |
| 2013                                             | 1                   | 0         | 4         | 0          | -          | -       | 5       | 0     |       |
| Total                                            | 1                   | 0         | 4         | 0          | -          | -       | 5       | 0     |       |
| Total en su carrera                              | Total en su carrera | 1         | 0         | 10         | 1          | -       | -       | 11    | 1     |
| (1) Incluye Sudamericano Sub-20 y Eliminatorias. |                     |           |           |            |            |         |         |       |       |

## Palmarés

### Campeonatos nacionales
| Título               | Club         | País      | Año    |
| -------------------- | ------------ | --------- | ------ |
| Primera División     | Boca Juniors | Argentina | A-1998 |
| Primera División     | Boca Juniors | Argentina | C-1999 |
| Primera División     | Boca Juniors | Argentina | A-2000 |
| Campeón de Campeones | América      | México    | 2005   |
| Liga MX              | Pachuca      | México    | C-2007 |
| Copa México          | Cruz Azul    | México    | 2013   |

### Campeonatos internacionales
| Título                        | Club         | Sede           | Año  |
| ----------------------------- | ------------ | -------------- | ---- |
| Copa Libertadores             | Boca Juniors | Brasil         | 2000 |
| Copa Intercontinental         | Boca Juniors | Japón          | 2000 |
| Copa Libertadores             | Boca Juniors | Argentina      | 2001 |
| Copa de Campeones de Concacaf | América      | México         | 2006 |
| Copa Sudamericana             | Pachuca      | Chile          | 2006 |
| Copa de Campeones de Concacaf | Pachuca      | México         | 2007 |
| SuperLiga Norteamericana      | Pachuca      | Estados Unidos | 2007 |
| Copa de Campeones de Concacaf | Pachuca      | México         | 2008 |
| Copa de Campeones de Concacaf | Cruz Azul    | México         | 2014 |